# Jasmina Al Zihairi
Jasmina Al Zihairi (* 1989 in München) ist eine deutsche Schauspielerin.

## Leben und Wirken
Jasmina Al Zihari wurde in München geboren und wuchs auch dort auf. Sie lebt mittlerweile in Berlin.
Unter anderem war sie in folgenden Filmen zu sehen:  Arzt mit Nebenwirkung, Tatort: Am Ende geht man nackt, Notruf Hafenkante und Rosamunde Pilcher.

## Filmografie (Auswahl)
- 2017: Arzt mit Nebenwirkung
- 2017: Nackt. Das Netz vergisst nie.
- 2017: Tatort: Am Ende geht man nackt
- 2017: Hindafing
- 2018: Steig. Nicht. Aus!
- 2019: In aller Freundschaft
- 2021: Notruf Hafenkante
- 2022: Rosamunde Pilcher: Die Elster und der Kapitän
- 2023: Die Saat – Tödliche Macht (Serie)
- 2024: Tatort: Der Fluch des Geldes